# Тесалоникия
Вижте пояснителната страница за други личности с името Тесалоники.
Света мъченица Тесалонѝкия (на гръцки: Αγία Θεσσαλονίκη) е православна светица, почитана като мъченица. Празникът ѝ се чества от Православната църква на 7 ноември.

## Биография
Тесалоникия е дъщеря на езическия жрец Клеон от Амфиполис, но се покръства и става християнка. Баща ѝ в несъгласието си се опитва насилствено да откаже Тесалоникия от християнството, но не успява. Жрецът изгонва Тесалоникия от къщата си и тя е принудена да живее извън града. Клеон се оплаква на властите, че дъщеря му е християнка, и тя е арестувана и измъчвана. Заради постъпките си Клеон е критикуван особено много от двама от съгражданите си - Авкт и Таврион. Вследствие на своето бурно недоволство от мъченията, на които е подложена Тесалоникия, Таврион и Авкт също да арестувани и измъчвани. Тесалоникия, Авкт и Таврион умират в мъченията, на които са подложени.
Църквата почита светците Тесалоникия, Авкт и Таврион на 7 ноември.